# Фридонија (Аризона)
Фридонија (енгл. Fredonia) град је у америчкој савезној држави Аризона. По попису становништва из 2010. у њему је живело 1.314 становника.

## Демографија
Према попису становништва из 2010. у граду је живело 1.314 становника, што је 278 (26,8%) становника више него 2000. године.
| Група             | 2000.       | 2010.         |
| Белци             | 879 (84,8%) | 1.149 (87,4%) |
| Афроамериканци    | 11 (1,1%)   | 2 (0,2%)      |
| Азијати           | 0 (0,0%)    | 4 (0,3%)      |
| Хиспаноамериканци | 15 (1,4%)   | 48 (3,7%)     |
| Укупно            | 1.036       | 1.314         |